# Rošker
Rošker je priimek več znanih Slovencev:
- Anja Rošker, dramaturginja
- Boris Rošker (*1947), glasbenik multiinstrumentalist, dirigent, skladatelj, aranžer, narodnozabavni glasbenik, radijski urednik
- Danilo Rošker, gledališčnik, kulturni menedžer (Mb)
- Darko Rošker (*1955), tubist
- Jana S. Rošker (*1960), sinologinja, kulturologinja, prevajalka, univ. prof.
- Jernej Rošker, FZV UL
- Nataša Matjašec Rošker (*1967), igralka
- Uroš Rošker, arhitekt